# چهاردهمین جشن سینمای ایران
چهاردهمین جشن خانه سینمای ایران در روز پنجشنبه ۲۵ شهریور ۱۳۸۹ از ساعت ۲۰ تا ۲۴ در برج میلاد برگزار شد.

## تعداد نامزدها و برنده‌ها
فیلمهایی که در چند رشته کاندیدای دریافت تندیس بودند:
| درباره الی       | ۱۰ |
| طلا و مس         | ۸  |
| عصر روز دهم      | ۶  |
| ملک سلیمان       | ۴  |
| شب واقعه         | ۴  |
| وقتی همه خوابیم  | ۳  |
| لطفاً مزاحم نشوید | ۳  |

فیلمهایی که موفق به دریافت چند تندیس شدند:
| دربارهٔ الی… | ۶ |
| ملک سلیمان  | ۴ |

## دست‌اندرکاران
- مجری: فرهاد آئیش، مائده طهماسبی، مهران رجبی
- کارگردان: بیژن میرباقری
- مدیر خانهٔ سینما: محمدمهدی عسگرپور
- دبیر جشن خانه سینما: فرهاد توحیدی
- مدیر اجرایی جشن سینمای ایران:سید محسن هاشمی* موسیقی: گروه رستاک و گروه تهران

## جوایز
| تندیس بهترين فيلم - اصغر فرهادی – درباره الی - منوچهر محمدی – طلا و مس - منوچهر محمدی – عصر روز دهم                                                                                        | تندیس بهترين کارگردانی - اصغر فرهادی – درباره الی - واروژ کریم‌مسیحی – تردید - جلیل سامان – وقت بودن (زندگی) - داریوش مهرجویی – سنتوری - بهرام بیضایی – وقتی همه خوابیم             |
| تندیس بهترين بازیگر زن - نگار جواهریان – طلا و مس - لیلا حاتمی – پرسه در مه - گلشیفته فراهانی – درباره الی - هانیه توسلی – عصر روز دهم - هدیه تهرانی – هفت دقیقه تا پاییز                  | تندیس بهترين بازیگر مرد - شهاب حسینی – پرسه در مه، درباره الی - حمید فرخ‌نژاد – آتشکار، به رنگ ارغوان - محمدرضا فروتن – دیگری - مهدی هاشمی – هیچ - حامد بهداد – هفت دقیقه تا پاییز  |
| تندیس بهترين بازیگر زن نقش مکمل - مریلا زارعی – درباره الی - رعنا آزادی‌ور – درباره الی - ساره بیات – مقلد شیطان - سحر دولتشاهی – طلا و مس - ژاله صامتی – حیران                             | تندیس بهترين بازیگر مرد نقش مکمل - صابر ابر – درباره الی - مهران احمدی – بیست، هیچ - حامد بهداد – شبانه‌روز - محسن تنابنده – استشهادی برای خدا - بابک حمیدیان – بی‌پولی              |
| تندیس بهترين فیلمنامه - جلیل سامان – وقت بودن (زندگی) - محسن امیریوسفی – آتشکار - حامد محمدی – طلا و مس - اصغر فرهادی – درباره الی - محسن عبدالوهاب – لطفاً مزاحم نشوید                     | تندیس بهترين موسیقی متن - محمدرضا علقیلی – عصر روز دهم - کارن همایون‌فر – شب واقعه - آریا عظیمی‌نژاد – طلا و مس - فردین خلعتبری – پستچی سه بار در نمی‌زند - ناصر چشم‌آذر – سوپراستار   |
| تندیس بهترين فيلمبرداری - حمید خضوعی‌ابیانه – ملک سلیمان - محمد آلادپوش – پوسته - حسین جعفریان – درباره الی - امیر کریمی – پستچی سه بار در نمی‌زند - فرشاد محمدی – آل                        | تندیس بهترين تدوین - هایده صفی‌یاری – درباره الی - محمدرضا مویینی – حوالی اتوبان - حسن حسن‌دوست – عصر روز دهم - بهرام دهقان – طلا و مس - نازنین مفخم – دیگری                         |
| تندیس بهترين چهره‌پردازی - سودابه خسروی – شبانه‌روز - عبدالله اسکندری – به رنگ ارغوان - نوید فرح‌مرزی – بیست - مهین نویدی – شکلات داغ - سعید ملکان – وقتی همه خوابیم                          | تندیس بهترین طراحی صحنه - عبدالحمید قدیریان – ملک سلیمان - بهزاد کزازی – استشهادی برای خدا - عباس بلوندی – شب واقعه - کیوان مقدم – بی‌پولی - مرجان گلزار – طلا و مس                 |
| تندیس بهترین طراحی لباس - عبدالحمید قدیریان – ملک سلیمان - شیوا رشیدیان – برخورد نزدیک - بهزاد کزازی – آناهیتا                                                                             | تندیس بهترین صدابرداری - محمود سماک‌باشی – وقتی همه خوابیم - جهانگیر میرشکاری – نفوذی - مهران ملکوتی – عصر روز دهم - عباس رستگارپور – کودک و فرشته - یدالله نجفی – لطفاً مزاحم نشوید |
| تندیس بهترین صداگذاری و میکس - محسن روشن – کودک و فرشته - محمود موسوی‌نژاد – دموکراسی تو روز روشن - محمدکشفی، علی حسینی – کیفر - مسعود بهنام – طلا و مس - امیرحسین قاسمی – لطفاً مزاحم نشوید | تندیس بهترین جلوه‌های ویژه میدانی - محسن روزبهانی – شب واقعه - جواد شریفی – شکارچی شنبه - اصغر پورهاجریان – دموکراسی تو روز روشن - داوود رسولیان – به کبودی یاس                     |
| تندیس بهترین جلوه‌های ویژه بصری - لئو لو – ملک سلیمان - بهنام خاکسار – عصر روز دهم - حسن ایزدی – شب واقعه                                                                                   | دیپلم افتخار بهترین فیلم اول - مجید برزگر – فصل باران‌های موسمی |

## اهداکنندگان جایزه
هوشنگ گلمکانی، حامد بهداد، عزیز ساعتی، مرتضی رزاق‌کریمی، محمدرضا دلپاک، ترانه علیدوستی، نظام‌الدین کیانی، ناصر ممدوح، بابک حمیدیان، مسعود بهنام، جهانگیر کوثری، عبدالله اسکندری، لاله اسکندری، جمشید گرگین، پروین صفری، امیر اثباتی، علیرضا خمسه، محمد سریر، صدیق تعریف، محمدرضا مؤئینی، سروش صحت، رضا میرکریمی، محمدرضا سکوت، آتیلا پسیانی، سیدغلامرضا موسوی، امیرشهاب رضویان، فرشته طائرپور، نگار جواهریان، سیدجمال ساداتیان، اصغر فرهادی، همایون اسعدیان، باران کوثری، رسول صدرعاملی، حسین ترابی، رخشان بنی‌اعتماد، سیروس الوند، عزیزالله حمیدنژاد و محمدمهدی عسگرپور از جمله سینماگرانی بودند که با حضور بر روی صحنه جوایز بخش‌های مختلف را اهدا کردند.